# Emel Mathlouthi

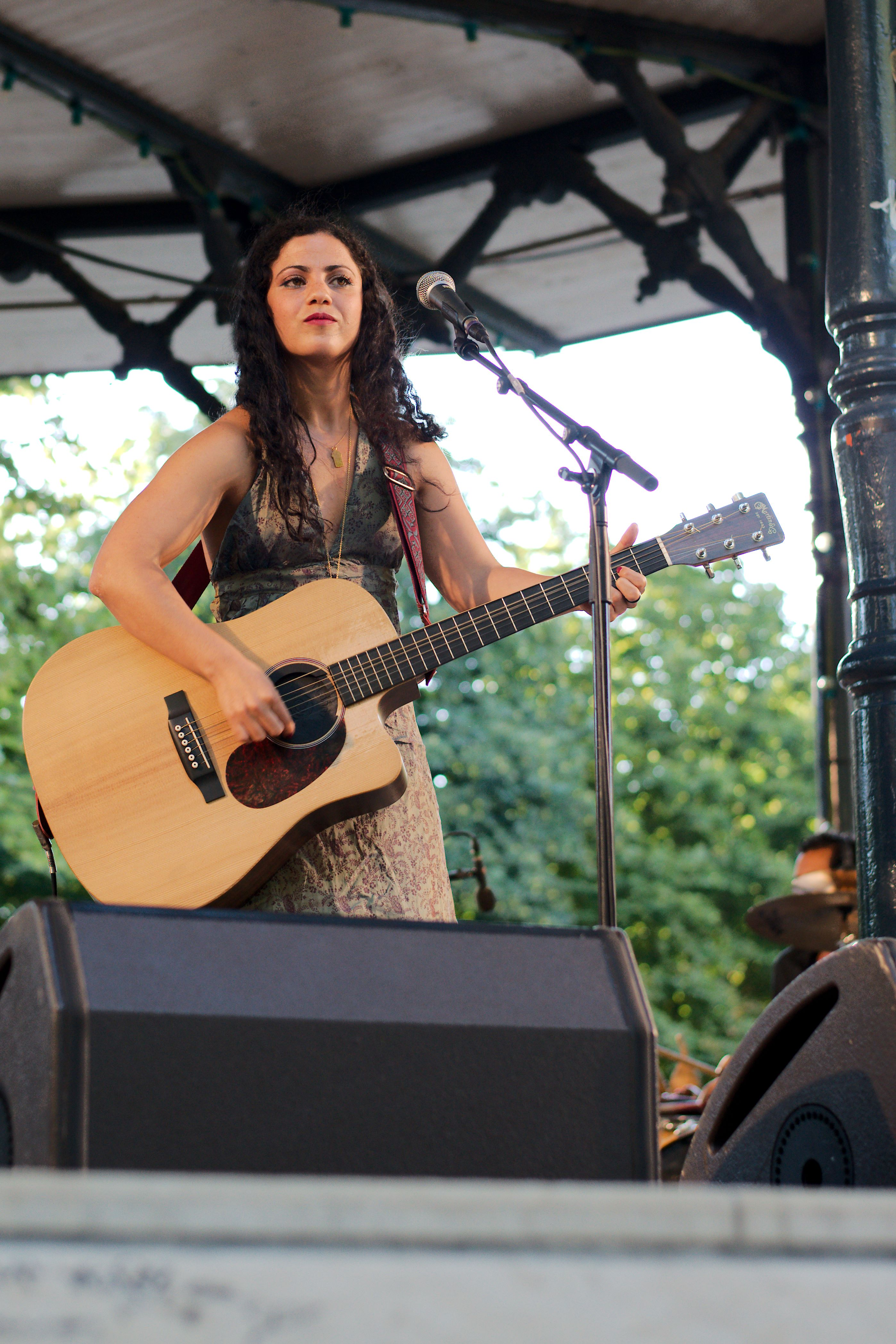
Emel Mathlouthi zum Festival „Cabaret Frappé“ 2012, Frankreich

Emel Mathlouthi (arabisch آمال المثلوثي; * 11. Januar 1982 in Tunis, Tunesien) ist eine Singer-Songwriterin, die aufgrund ihres Engagements für die tunesische Revolution auch „die Stimme der Jasmin-Revolution“ genannt wird.

## Leben und Karriere
Mathlouthi wuchs in Ibn Sida auf.
Sie war Finalistin in der ersten Ausgabe des Prix RMC Moyen-Orient. Während der tunesischen Revolution zwischen 2010 und 2011 war sie in Tunesien und gab dort zahlreiche Konzerte. Danach unterstützte sie den Kampf von Frankreich aus.
Im Januar 2012 veröffentlichte sie ihr erstes Studio-Album namens Kelmti Horra (arab. für Mein Wort ist frei). Im Februar 2017 erschien das zweite Album Ensen (arab. für Mensch), welches unter dem Namen Ensenity ein Jahr später als „Rework“-Album veröffentlicht wurde. Ihr nächstes Album, Everywhere We Looked Was Burning, erschien 2019. The Tunis Diaries erschien 2020 als Doppelalbum.

## Diskografie

### Alben
- 2012: Kelmti Horra
- 2017: Ensen
- 2019: Everywhere We Looked Was Burning
- 2020: The Tunis Diaries
- 2024: MRA

### Remix-Alben
- 2018: Ensenity

### EPs
- 2023: Ewlwb (The Prayers)

### Singles (Auswahl)
- 2012: Ma Lkit
- 2012: Kelmti Horra
- 2020: Holm
- 2020: The Man Who Sold The World
- 2021: Naci en Palestina
- 2023: Lève-toi (mit Barbara Pravi)